# Episcopia de Cahul și Comrat
Episcopia de Cahul și Comrat, cunoscută și sub denumirea de Eparhia Moldovei Cahul și Comrat, este o subdiviziune administrativă a Bisericii Ortodoxe Ruse, având sediul în orașul Cahul. Aceasta face parte din Biserica Ortodoxă din Moldova și are rolul de a coordona și administra activitățile religioase din regiunile sudice ale Moldovei, care includ raioanele Cahul, Cantemir, Cimișlia și Leova, precum și autonomia Găgăuză. Episcopia deține mai multe parohii și mănăstiri, unde credincioșii ortodocși se adună pentru a se ruga, a participa la slujbe și a primi îndrumare spirituală din partea preoților și a ierarhilor.

### Nume
- Cahul și Căușani (17 iulie 1998 – 5 octombrie 1999)
- Cahul și Lăpușna (6 octombrie 1999 – 7 octombrie 2004)
- Cahul și Comrat (din 7 octombrie 2004)

### Istoric
Eparhia Cahul și Comrat a fost înființată la 17 iulie 1998 prin decizia Sfântului Sinod al Bisericii Ortodoxe Ruse. Aceasta a fost creată prin separarea de Eparhia Chișinăului, având sediul în orașul Cahul și acoperind regiunile sudice ale Moldovei.
La 24 decembrie 2010, prin decizia Sfântului Sinod al Bisericii Ortodoxe Ruse, s-a hotărât separarea parohiilor din raionul Hîncești al Republicii Moldova de sub jurisdicția Eparhiei Cahul și Comrat și atașarea lor la Eparhia Ungheni. Aceasta a fost o decizie administrativă luată în scopul de a optimiza organizarea și coordonarea activităților religioase în această regiune a Moldovei.

### Episcop
Anatolie (Botnari) (din 12 septembrie 1998)

### Starea actuală
Orașul catedralei - Cahul.
Episcopul conducător - Anatolie Botnari.
Numărul de parohii din eparhie în 2010 era următorul
parohii - 138
mănăstiri - 5 (2 bărbați, 3 femei)
preoți  - 155
diaconi - 8

### Mănăstiri

#### Bărbați
- Mănăstirea Zloți
- Mănăstirea „Adormirea Maicii Domnului”, Cociulia

#### Femei
- Mănăstirea Chistoleni
- Mănăstirea "Sfântul Dumitru'', Ceadîr-Lunga

1. ↑   http://www.patriarchia.ru/db/text/80868.html Lipsește sau este vid: |title= (ajutor)